# 羅克波特 (堪薩斯州)
羅克波特（英語：Rockport）是位於美國堪薩斯州魯克斯縣的一個鬼鎮。

## 歷史
羅克波特的郵政局於1873年設立，直到1905年結束營運。現時羅克波特已沒有留下任何遺址。

## 地理
羅克波特所處的海拔為高於海平面561米（即1841英呎），而該地所採用的時區為UTC-6，即北美中部時區（CST）。同時該地設有夏令時間，為UTC-6調快一小時，即UTC-5（CDT）。